# Grumman E-2 Hawkeye
Pour les articles homonymes, voir Hawkeye.

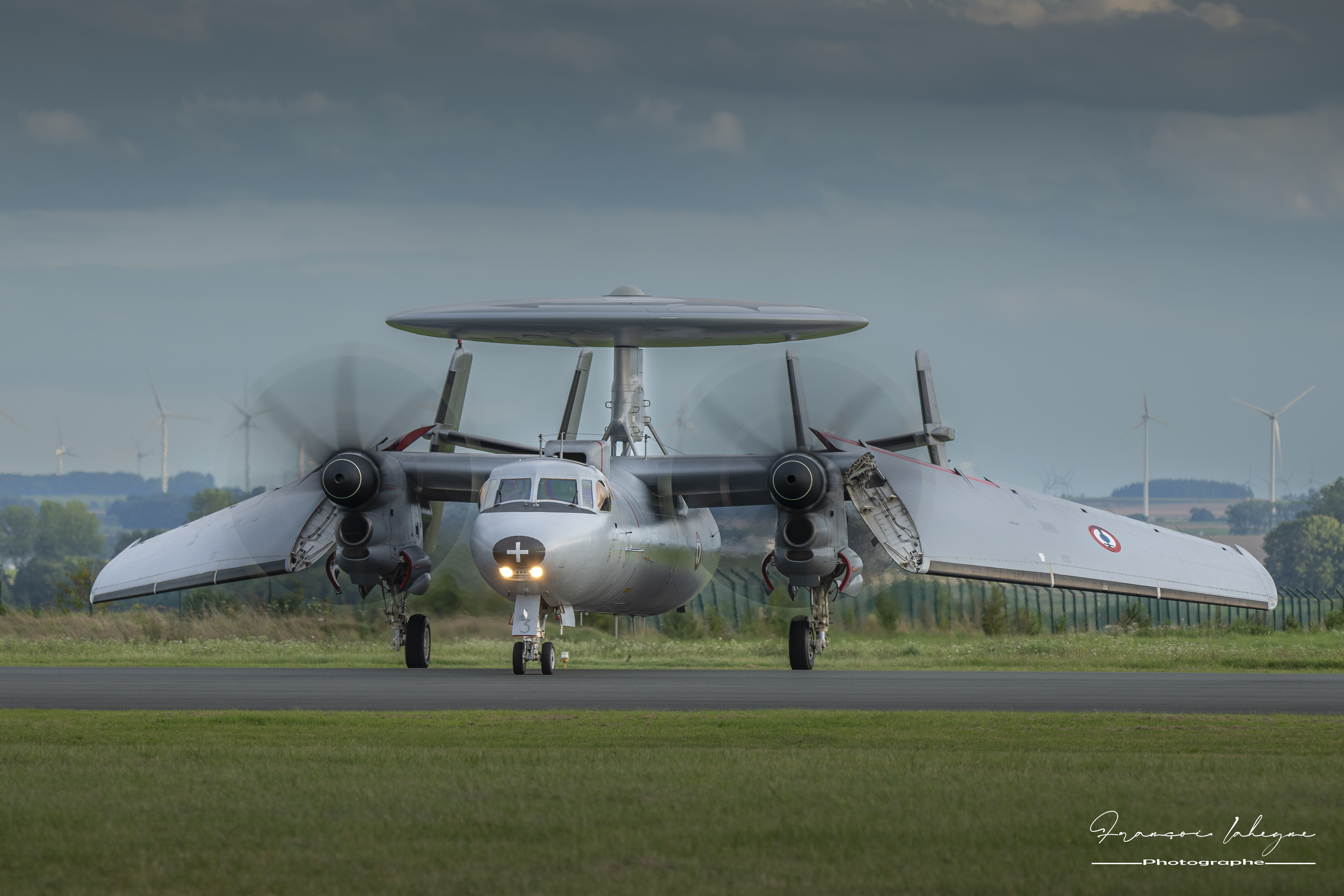
Grumman E-2 Hawkeye. Méaulte 26 08 2023.

Le Grumman E-2 Hawkeye est un avion de surveillance aérienne et de commandement aéroporté ou AWACS développé par le constructeur américain Grumman (absorbé dans Northrop Grumman depuis 1994) et initialement embarqué à bord des porte-avions de la marine américaine. Mis en service en 1964, il a depuis été exporté vers plusieurs pays.

## Histoire

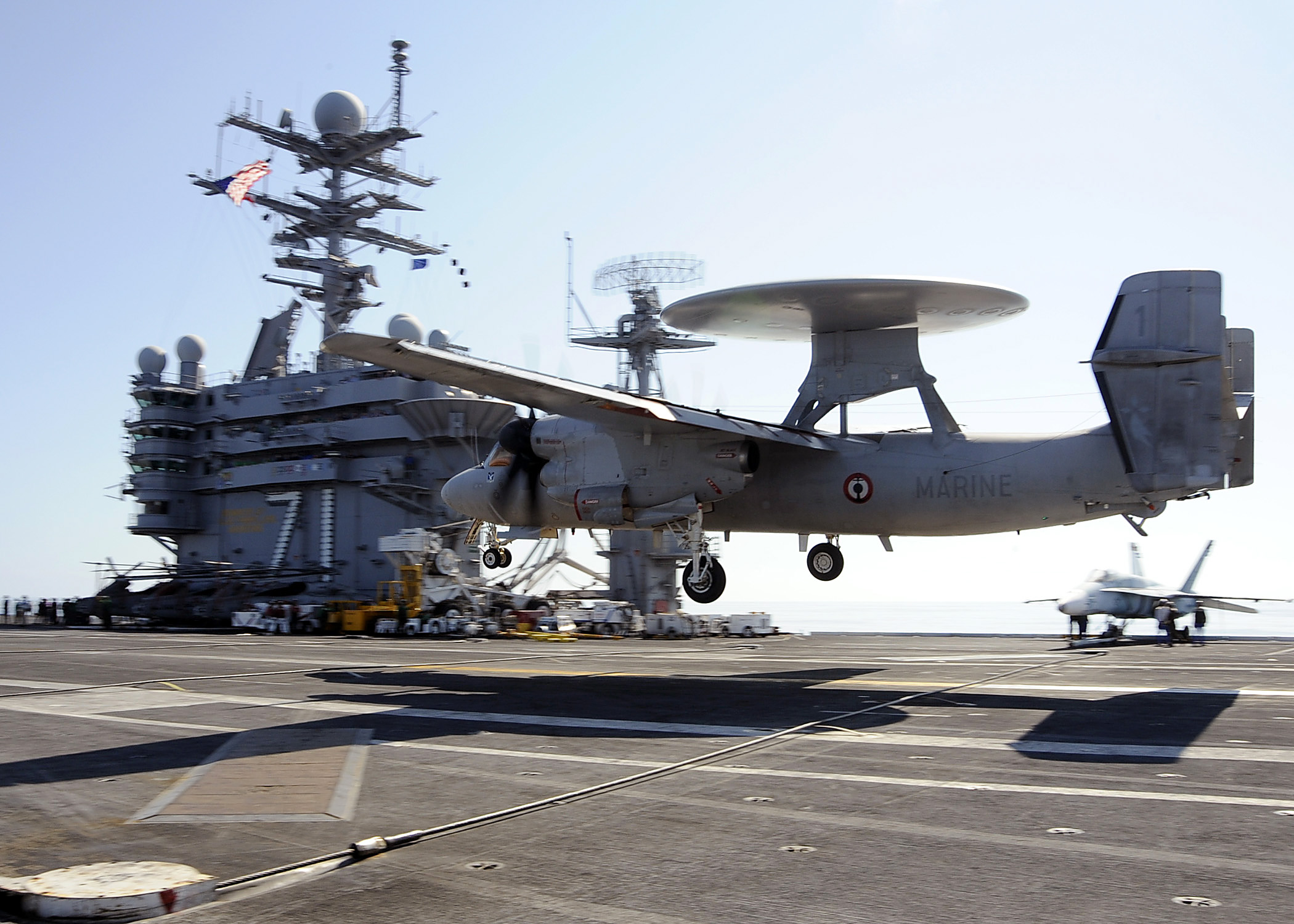
Un E-2C Hawkeye français apponte sur l'USS Theodore Roosevelt (CVN-71) de classe Nimitz au large de Norfolk (Virginie) (18 juillet 2008).

Les améliorations constantes de la surveillance de l'espace aérien avec des radars ont conduit au milieu des années 1950 à développer des avions spécialement équipés pour cette tâche. Le précédent avion de ce type fut le Grumman E-1 Tracer, une variante de l'avion embarqué de lutte anti-sous-marine Grumman S-2 Tracker en service de 1954 à 1964.
Son successeur, le E-2 Hawkeye était non seulement le premier AWACS embarqué sur porte-avions mais également le premier avion spécialement construit pour cette fonction. Depuis qu'il a remplacé le E-1 en 1964, le E-2 est devenu « l'œil de la flotte. » Il reçut son baptême de feu durant la guerre du Viêt Nam et il a servi depuis sur tous les théâtres opérationnels où les États-Unis ont employé des porte-avions.
Les Hawkeye ont conduit les chasseurs F-14 Tomcat qui ont effectué des missions de combat en 1986 et en 1989 lors de la crise avec la Libye. Plus récemment ils ont effectué des vols de surveillance lors des opérations de l'US Navy dans le golfe Persique, où ils ont surveillé aussi bien les opérations terrestres qu'aériennes. Les E-2 interviennent également de manière efficace dans les actions d'interception des vedettes ultra-rapides des contrebandiers de drogues.
Depuis leur mise en service, les E-2 ont subi plusieurs programmes de modernisation destinés à améliorer leur capacité. Le radar Hughes APS a connu de nombreuses versions. L'avant-dernière version E-2C est ainsi capable de suivre plus de 600 cibles simultanément. Il est équipé du Air Tactical Data System et une version E-2D, en cours d'essais depuis 2007, devait entrer en service en 2011. En octobre 2014 elle reçoit sa validation IOC (initial operational capability) et devrait être déployée pour la première fois au printemps 2015 à bord de l'USS Theodore Roosevelt (CVN-71). 
Le 9 septembre 2024, les derniers E-2C de l'US Navy sont retirés du service.
Il existe un dérivé nommé C-2 Greyhound (lévrier) : un avion-cargo servant au ravitaillement des porte-avions en haute mer. C'est le seul avion-cargo embarqué sur porte-avions actuellement en service.
En 2006, l'US Navy chiffrait l'heure d'exploitation de l'E-2C à 18 000 dollars US (13 600 euros).

## Caractéristiques
Le E-2 présente une silhouette très caractéristique : la présence de l'important radôme du radar AN/APS-145 permet de l'identifier immédiatement. Ses grandes ailes droites (repliables) et ses deux énormes turbines Allison le distinguent des chasseurs à réaction sur le pont d'envol, pourtant le Hawkeye est un élément indispensable de la flotte embarquée : le E-2 est le premier appareil à quitter le pont d'envol et le dernier à rentrer lors des opérations aériennes. Il peut rester en l'air pendant un maximum de cinq heures car, dans ses versions anciennes (avant la E-2D) il ne peut pas être ravitaillé en vol.
L'équipage du Hawkeye est composé de cinq personnes : un pilote et un navigateur prennent place côte à côte dans le cockpit à l'avant, et trois opérateurs prennent place dans la tranche arrière. Ils sont installés perpendiculairement au sens de vol, chacun faisant face à un écran radar. Ces trois opérateurs, appelés 'TACAE' pour TACticiens d'Aéronautiques dans la Marine nationale sont :
- à l'avant, le RO ou Radar Officer, qui est responsable des moyens électroniques du bord ;
- au milieu, le CICO ou Combat Information Center Officer, il est le chef de la mission chargé de la gestion tactique du vol ;
- à l'arrière, le ACO ou Air Controler Officer, cet officier est le contrôleur de chasse en titre.

### E-2C standardNP-2000 de la Marine nationale
La flottille 4F de la Marine nationale opère trois E-2C Hawkeye livrés en 1998, 1999 et 2004, dont deux sont embarqués sur le porte-avions Charles-de-Gaulle. Le troisième avait été réceptionné au standard Hawkeye 2000, auquel ont été portés les deux autres en 2006 et 2007. Ce standard NP-2000 est caractérisé par l'incorporation d'un radar APS-145 dont la portée atteint 250 nautiques et permettant de suivre 2 000 pistes.

En octobre 2011, la Defense Security Cooperation Agency (DSCA ou Agence américaine de coopération de défense et de sécurité) indiquait que la France avait effectué une demande dans le cadre du dispositif des Foreign Military Sales pour améliorer l'interopérabilité de ces appareils avec ceux de l’Otan. Elle porte sur l'ajout des systèmes d’interrogation APX-122 IFF Mode 5/S, des transpondeurs APX 123 IFF 5/S dont la portée est supérieure à 300 nautiques et des systèmes de mesure de soutien électronique ALQ-217. Le montant est estimé à environ 131 millions d’euros (180 millions de dollars).

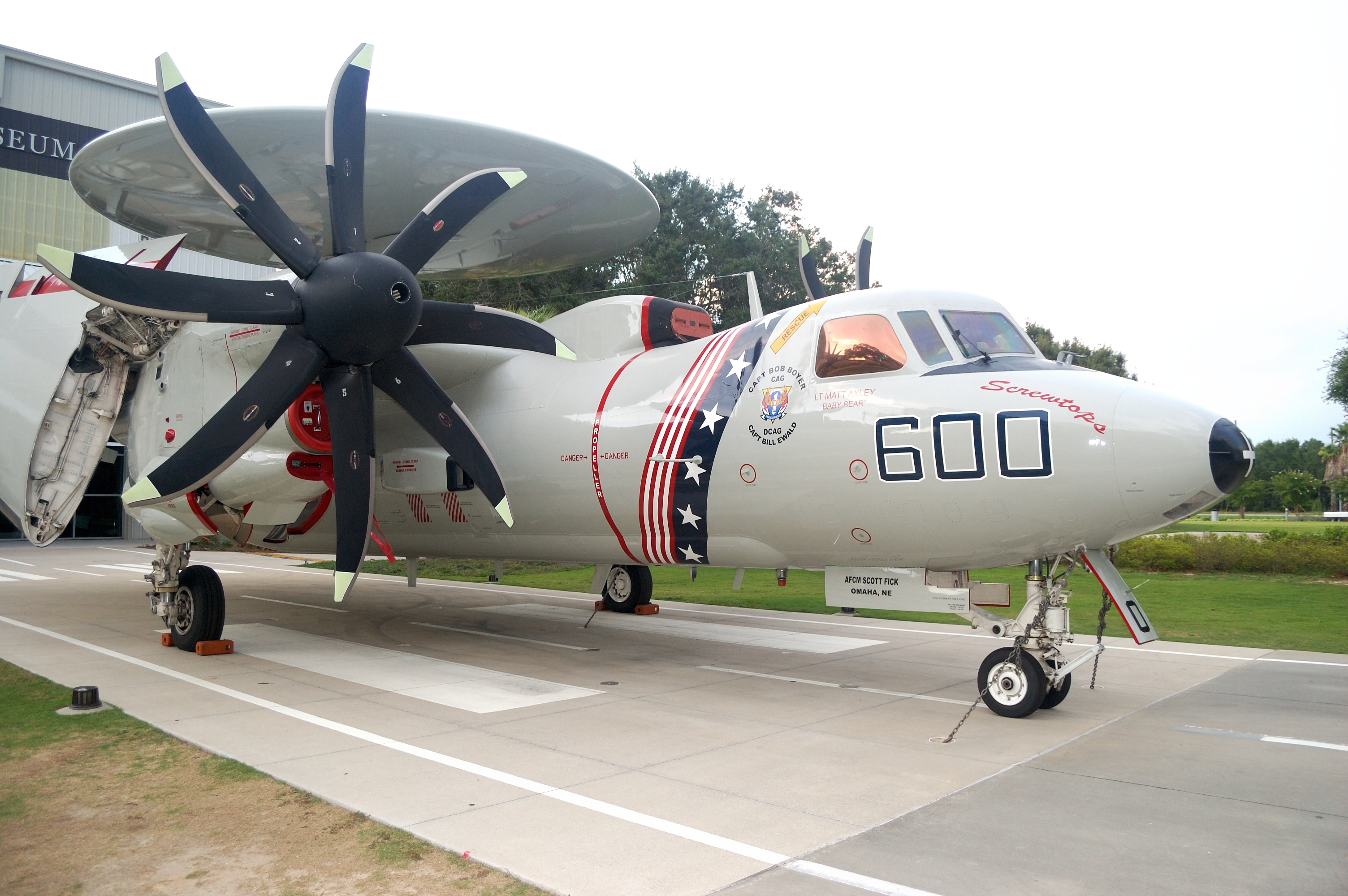
E-2C Hawkeye du Carrier Airborne Early Warning Squadron 123 (VAW-123) (alias Screwtops) de la US Navy.

L'apport principal de l'E-2C pour le groupe aéronaval français est le fait qu'il diffuse vers l'ensemble de la force la situation aérienne, grâce aux liaisons de données tactiques, en particulier la Liaison 16. Il permet ainsi aux autres plates-formes, et particulièrement aux avions de combat, d'avoir une meilleure perception de leur environnement.
La Loi de programmation militaire 2019-2025 a confirmé que les trois E-2C de la Marine nationale seront remplacés par trois E-2D Advanced Hawkeye qui seront commandés en 2020 et dont la livraison est prévue entre 2026 et 2028.
Début septembre 2020, un ancien E-2C de l'US Navy arrive à l'atelier industriel de l'aéronautique de Cuers-Pierrefeu pour servir de réserve de pièces détachées.

## Programme E-2D Advanced Hawkeye

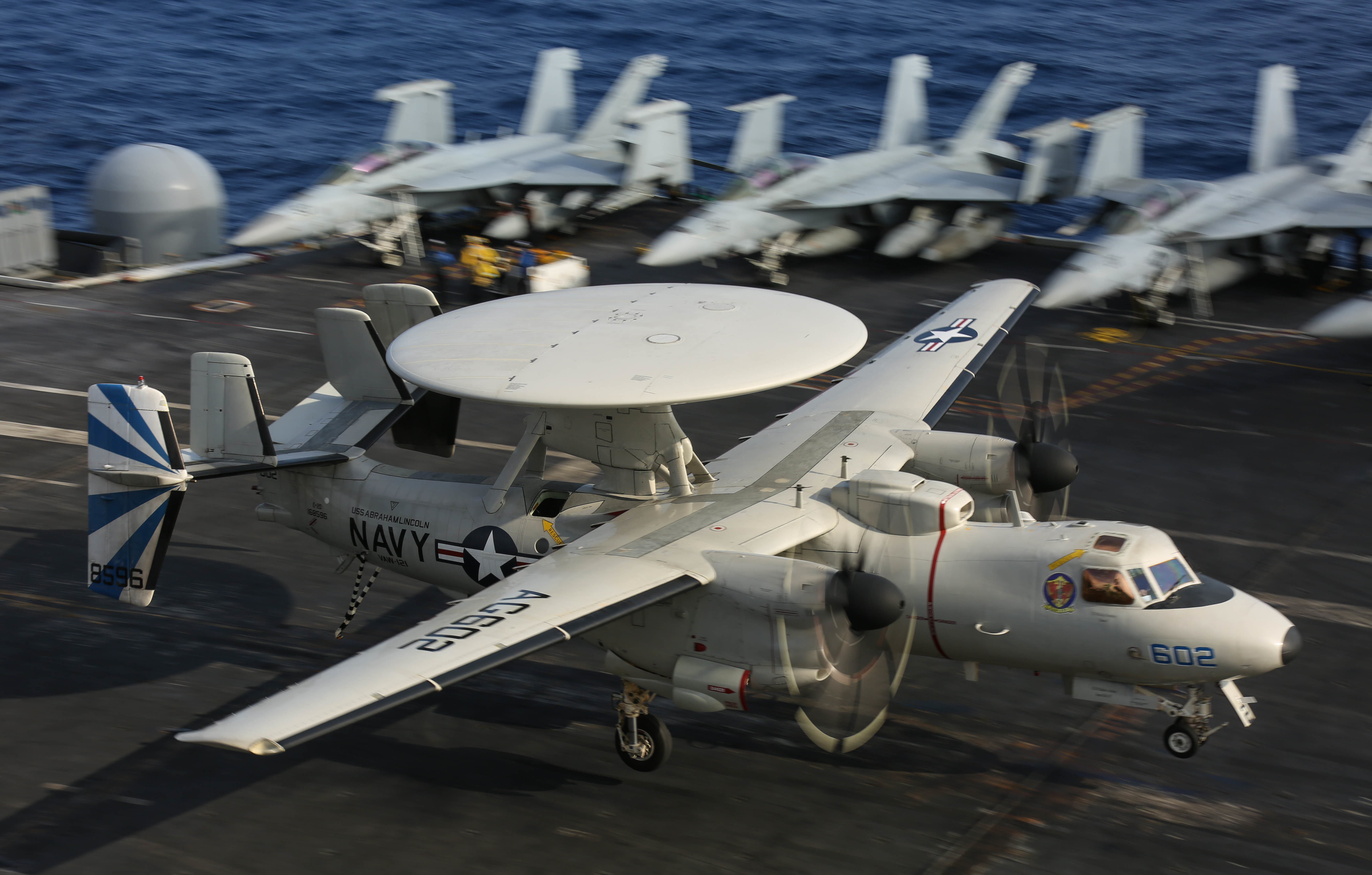
E-2D Hawkeye de l'escadron Bluetails VAW-121 apponte sur le le 18 février 2019.

En 2003, Northrop Grumman remporte un contrat de 1,9 milliard de dollars pour le développement d'un nouveau système de détection et de commandement aéroporté de l'US Navy qui sera le E-2D Advanced Hawkeye.
Il est visuellement proche de l'E-2C, mais la cellule intègre plus de matériaux composites et son radar AN/APS 145 à balayage mécanique est remplacé par l'AN/APY-9 AESA de Lockheed Martin à balayage hybride mécanique et électronique, dont la portée et le nombre de pistes de suivi ont été nettement augmentés. L'E-2D conserve son radôme rotatif et donne la priorité à la détection des missiles de croisière. Le système ESM de « guerre électronique » est l'AN/ALQ-217 en remplacement du AN/ALR-73. Il reçoit à l'occasion une perche de ravitaillement en vol.
Le premier vol de l'E-2D eut lieu le 3 août 2007.
Le 15 juin 2009, le département de la Défense des États-Unis a donné son feu vert dans un nouveau contrat de 432 millions de dollars à une présérie de l'évolution E-2D.
Deux cellules servent au développement et aux essais en 2009. Plus de 1 000 h de vol d'essais ont été accumulées en juillet 2009. En plus des deux autres cellules commandées pour 2010, un contrat pluriannuel est en négociation pour 75 appareils remplaçant les E2-C actuels.
Le constructeur déclare que sa mise en service est prévue en 2011 et se dit prêt à fournir un premier exemplaire à l'export en 2013.
Le 1er février 2011, un E-2D a effectué les premiers appontage et catapultage sur le porte-avion USS Harry S. Truman (CVN-75),;
En octobre 2013, il est commandé le premier E-2 ravitaillable en vol pour 226,702 millions de dollars.
Ils sont construits dans une usine de Northrop Grumman située au nord de l'aéroport de Saint Augustine (Floride), et employant 800 personnes début 2010.
En octobre 2014 la version reçoit sa validation IOC (initial operational capability) et devrait être déployée pour la première fois au printemps 2015 à bord de l'USS Theodore Roosevelt (CVN-71).
En juin 2015, les prémices des études sur le ravitaillement en vol commencent avec un essai réel en 2017. En mars 2019, cela a permis un vol d'une durée record de plus de 8 heures. Le premier E-2D de série (numéro 169066) équipé d'une perche de ravitaillement en vol a rejoint le 120e Escadron d’alerte rapide (ACW) le 9 septembre 2019. Il servira essentiellement à la formation des pilotes instructeurs. Tous les autres E-2D déjà livrés seront dotés ultérieurement de cet équipement.
Les neuf E-2D que reçoit le Japon à partir de mai 2019 sont utilisés depuis des bases à terre et ont des caractéristiques différentes des appareils embarqués. Pouvant transporter du carburant supplémentaire dans une «aile humide», ils ont une autonomie de 8 heures, contre 5 heures pour ceux embarqués.
En 2021, la France commande trois E-2D Advanced Hawkeye (354 millions de dollars) afin de remplacer les E-2C jusque-là en service au sein de la Flottille 4F. Ils seront livrés en 2027 et adaptés aux besoins français grâce à l'ajout d'un calculateur spécifique - garant de souveraineté - développé par Eviden et intégré par l'Atelier Industriel de l’Aéronautique [AIA] de Cuers-Pierrefeu. La Direction générale de l’armement [DGA] les prendra ensuite en compte pour validation, avant de les remettre au Centre d’expérimentations pratiques et de réception de l’aéronautique navale [CEPA/10S]. Leur admission au service devrait être prononcée en 2030.

## Pays utilisateurs

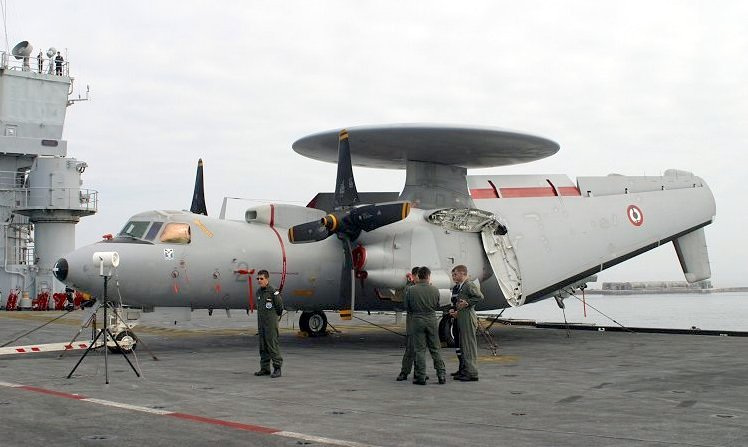
Hawkeye de l'aviation navale française à bord du porte-avions Charles-de-Gaulle.

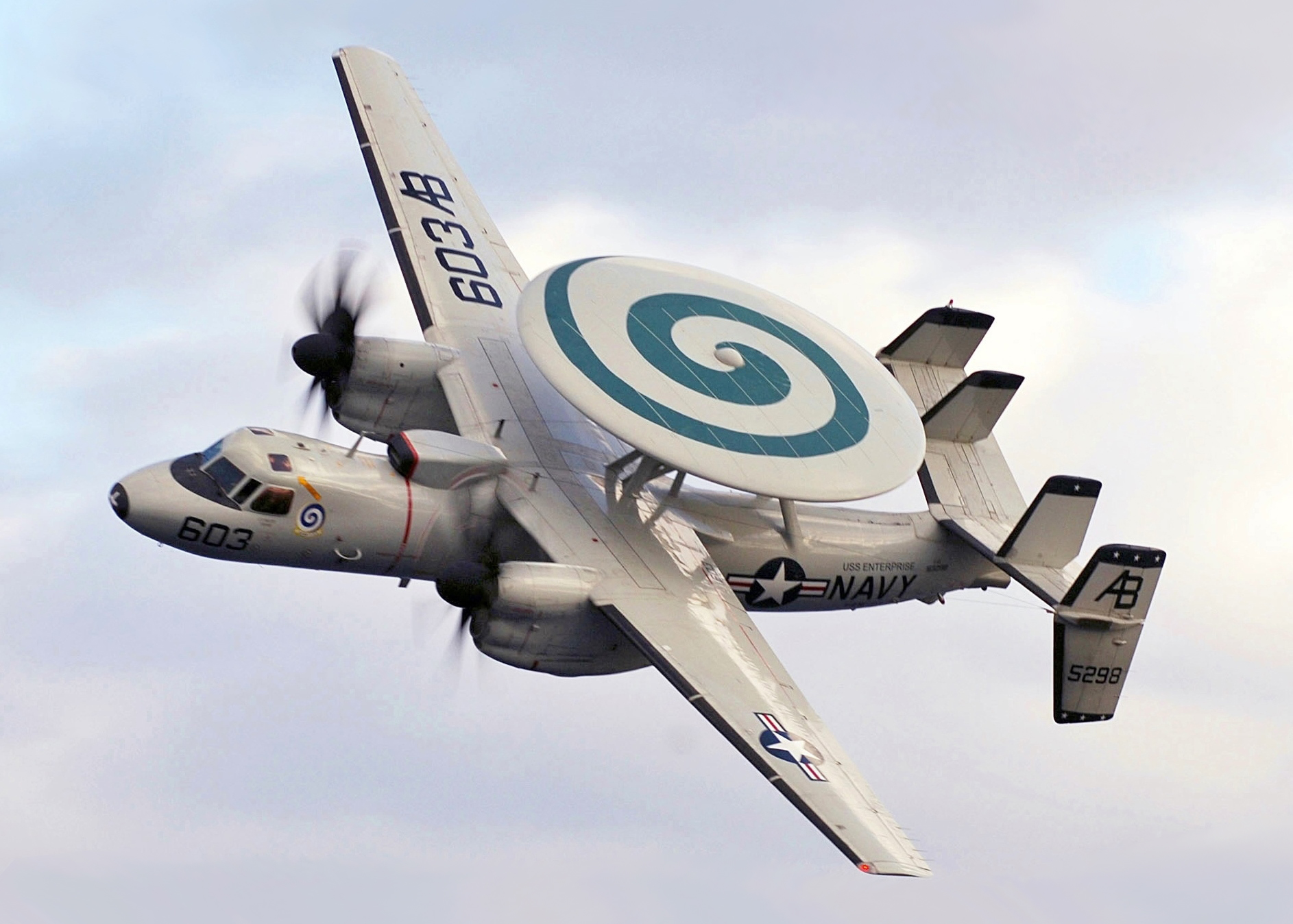
E-2C Hawkeye du Carrier Airborne Early Warning Squadron VAW-123.

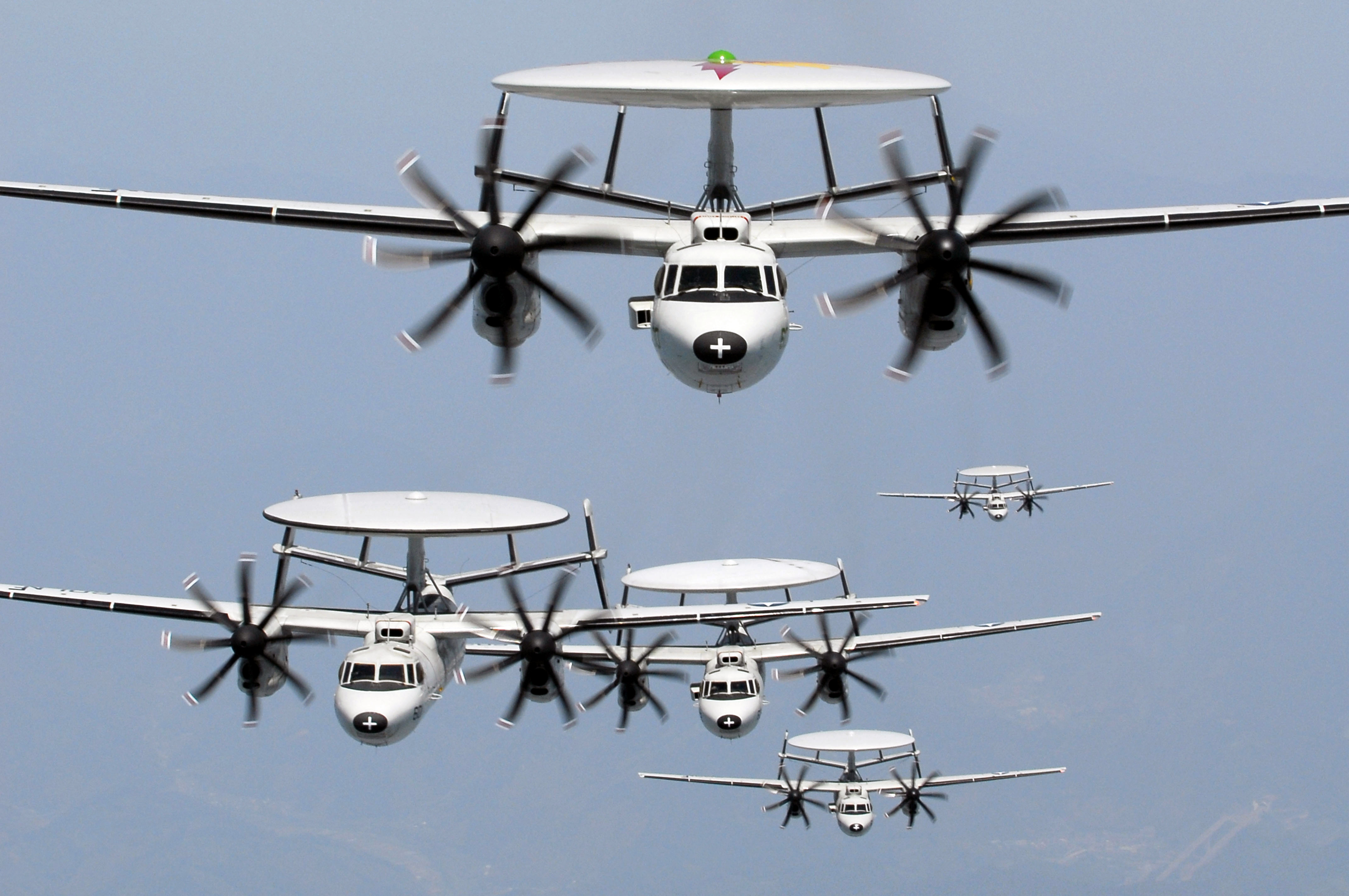
Cinq Grumman E-2 Hawkeye du Airborne Early Warning Squadron 115 (ou VAW-115) volent en formation devant le mont Fuji le 9 mai 2007. Le VAW-115 est l'un des neuf escadrons de la marine américaine basés à Atsugi, près des villes de Yamato et Ayase (préfecture de Kanagawa, Japon) et est attachée alors au porte-avions USS Kitty Hawk (CV-63).

- États-Unis United States Navy : En mai 2015, il est prévu d’acquérir un total de 75 E-2D d'ici 2021[22].

(19 escadrilles - 7 dissoutes = 12 en activité) [Quand ?].
- - VAW-77 Night Wolfs
  - VAW-78 Fighting Escargot (dissous)
  - VAW-88 Cottonpickers (dissous)
  - VAW-110 Firebirds (dissous)
  - VAW-111 Graybirds (dissous)
  - VAW-112 Golden Hawks
  - VAW-113 Black Eagles
  - VAW-114 Hormel Hawgs (dissous)
  - VAW-115 Liberty Bells
  - VAW-116 Sun Kings
  - VAW-117 Wallbangers
  - VAW-120 Greyhawks
  - VAW-121 Bluetails
  - VAW-122 Steeljaws (dissous)
  - VAW-123 Screwtops
  - VAW-124 Bear Aces
  - VAW-125 Tigertails
  - VAW-126 Seahawks
  - VAW-127 Seabats (dissous)
- Égypte Armée de l'air égyptienne : cinq appareils entrés en service en 1987, six en février 2003, sept en décembre 2010, huit en octobre 2015, les derniers venant de l'US Navy. Les six premiers ont été convertis au standard E-2C Hawkeye 2000 en 2007, les suivants seront également portés à ce standard[23];
- France :
  - Flottille 4F : trois E-2C standard NP 2000 (l'aviation navale est le seul utilisateur autre que l'US Navy à utiliser ses Hawkeye à bord d'un porte-avions) qui seront remplacés à l'horizon 2030 par trois E-2D;
  - Atelier Industriel de l'Aéronautique de Cuers-Pierrefeu : un E2-C servant de stock de pièces détachées.
- Israël : Israeli Air Force a utilisé quatre appareils jusqu'en 1994. Trois ont été revendus au Mexique en 2002 après modernisation, le dernier est exposé au musée des Forces aériennes israéliennes ;
- Japon :
  - Lorsque le pilote soviétique Viktor Belenko fit défection le 6 septembre 1976 avec son MiG-25 en atterrissant sur l'aéroport d'Hakodate après un vol de 990 km en basse altitude depuis la Sibérie sans être détecté, le Japon vit que sa surveillance avec des stations radars au sol était défaillante. Elle veut alors s'équiper de Boeing E-3 Sentry mais la production de ceux-ci venant tout juste de démarrer et étant réservée à l'USAF, elle opta pour l'achat du Grumman E-2 Hawkeye commandé à 13 unités en quatre contrats entre 1979 a 1990[24]. Un premier lot de huit E-2C Group 0 fut livré entre 1982 et 1985 et un second de cinq machines au standard Group II fut livré en 1992 et 1993 au 601 Hikotai -Airborne Early Warning Group (AEWG)- à la base aérienne de Misawa[25] devenu le 31 mars 2005 Hiko Keikai Kanshitai (Escadron de surveillance et d'alerte aérienne)[26]. Neuf de ces avions sont portés au standard Hawkeye 2000, le premier ayant volé sous cette configuration le 14 juillet 2004[27]. En 2014, le E-2D est choisi pour les remplacer. Treize exemplaires sont prévus en date de 29 mars 2019, date de livraison du premier d'entre-eux[28]. Cinq autres sont envisagés en mars 2023.
- Mexique : trois appareils achetés d'occasion à Israël;
- Singapour : quatre E-2C;
- Taïwan : quatre E-2T livrés en 1995 et deux Hawkeye 2000 en 2006. Nommés E-2K, ils sont employés par le 2nd Early Warning Squadron. Un a fait un atterrissage d'urgence le 25 novembre 2022 et n'a pas été réparé[29].

### France

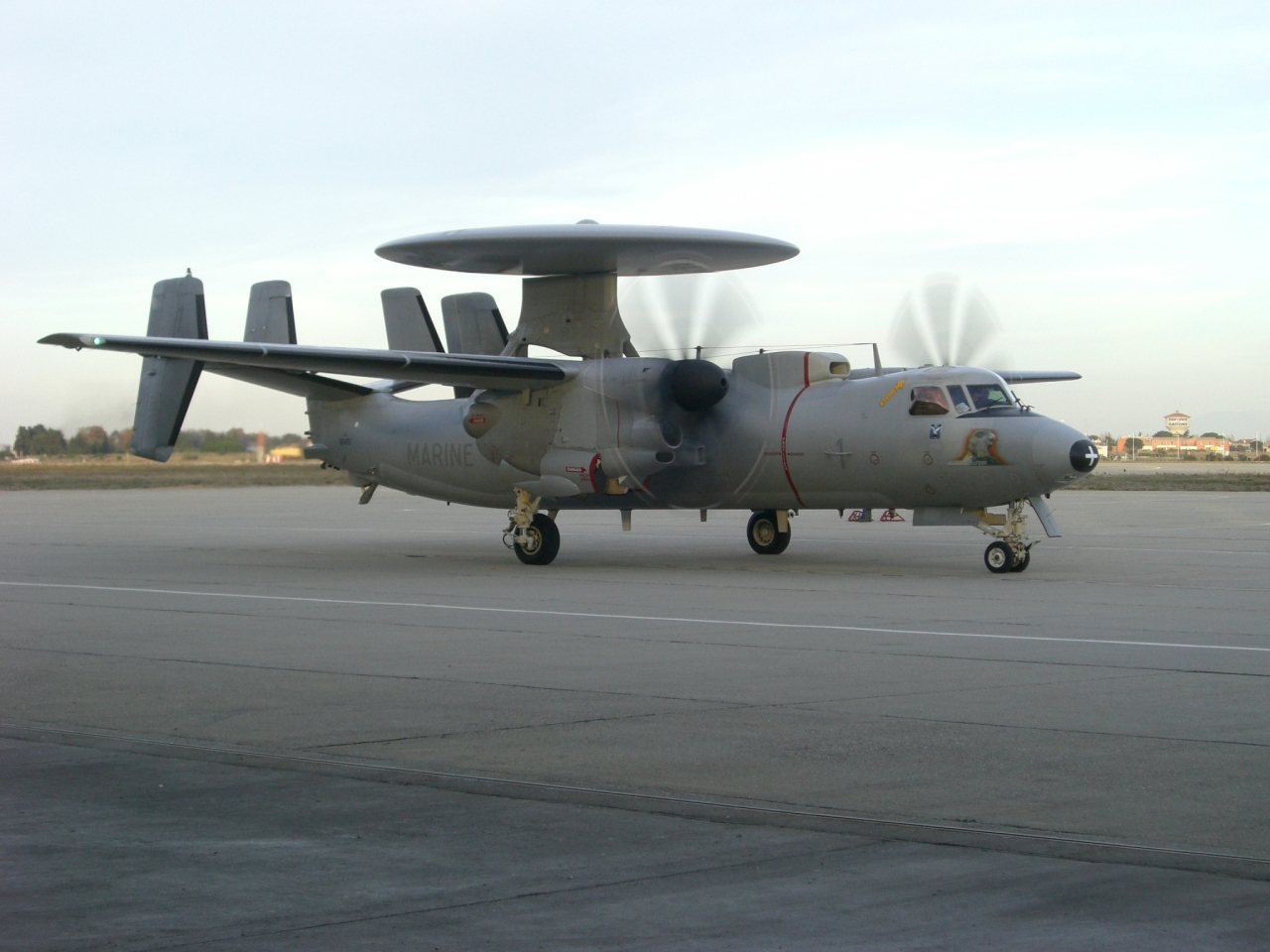
L'E2-C Hawkeye FR1 au parking à la BAN Nîmes-Garons.

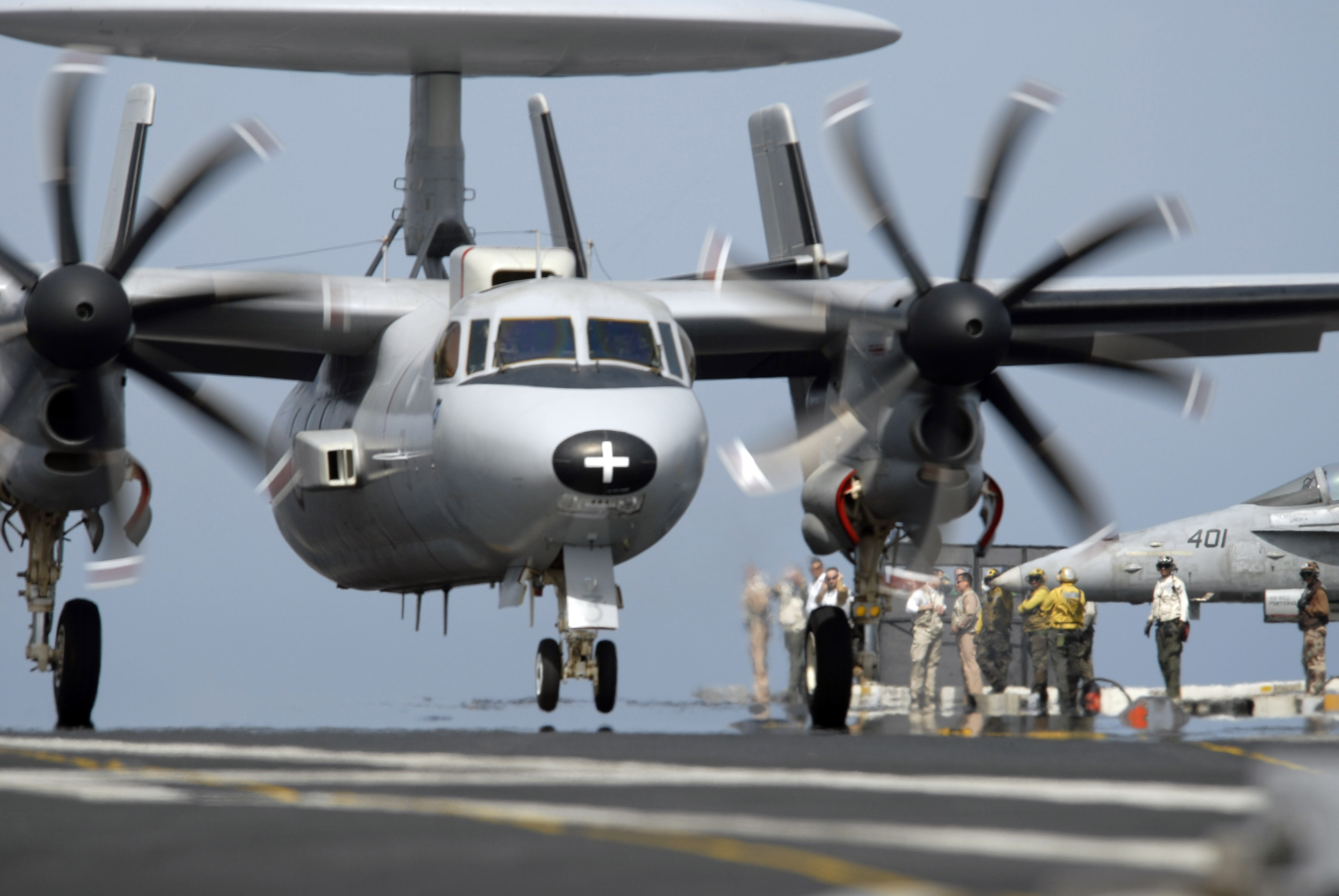
Un E-2C Hawkeye français effectue un touch-and-go sur le pont d'envol de l' de classe Nimitz en soutien aux forces au sol déployées en Afghanistan (12 avril 2007).

#### Organisation
L'aviation navale française possède trois Hawkeye acquis auprès des États-Unis en 1998 (FR2), 1999 (FR1), 2004 (FR3) en service à la flottille 4F, basée à la BAN Lann-Bihoué, et un quatrième acquis en 2020 (AJ-604) servant de stock de pièces détachées à l'atelier de Cuers.
Les pilotes et équipages ont baptisé leur appareils :
- FR1 «Frère Unité », car cet avion est réputé infaillible, il n'a jamais trahi la confiance de son équipage ;
- FR2 « Arabesque », en référence à la jument du caporal Blutch, de la bande-dessinée Les Tuniques bleues, car il brille à l'entraînement, mais tombe irrémédiablement en panne à chaque fois qu'il est engagé en opération réelle.
- FR3 a pour nom « Pas de bol », en raison de ses pannes à répétition.

#### Mise à niveau
Durant l'arrêt pour maintenance du porte-avions Charles De Gaulle entre 2017 et 2018, les aéronefs français ont été rénovés dans un nouveau standard mêlant certains des composants de l'E-2D US Navy et des développements spécifiques français.

#### Remplacement
Trois E-2D Advanced Hawkeye viendront les remplacer. Livraison prévue en 2027 et mise en service trois ans plus tard après adaptation aux besoins français.

## Engagements

### Afghanistan
Après un premier appontage sur le porte-avions Charles-de-Gaulle le 3 août 1999, les FR2 et FR1 embarquent à nouveau du 11 au 25 juillet 2000 et vont être sollicités durant la guerre d'Afghanistan. À partir du 19 décembre 2001, les deux Hawkeye effectuent durant sept mois 500 heures de vol au-dessus du théâtre afghan. Du 22 avril au 2 mai 2004, dans le cadre de l'opération française Heraclès 2, les Hawkeye effectuent 94 heures de vol (19 sorties). Enfin, du 5 au 23 mai 2006, dans le cadre de l'opération française Heraclès Air Indien, 24 missions sont effectuées.

### Antilles/Caraïbes
À la suite de l'indisponibilité du Charles-de-Gaulle, deux Hawkeye, déployés depuis fin mai 2008 dans la zone Antilles/Caraïbes depuis la base américaine de Curaçao dans des missions de lutte contre le trafic de stupéfiants, rejoignent la Naval Air Station Chambers Field (Virginie), à proximité de Norfolk pour l'exercice « Opération Brimstone » (Joint Task Force Exercise 08-4).
Par ailleurs, plusieurs appontages et catapultages d'Hawkeye ont lieu de porte-avions américains, notamment le 12 avril 2007 à partir de l'USS John C. Stennis en mer d'Arabie, le 23 juillet 2007 à partir de l'USS Enterprise au large de Cannes, le 21 mai 2008 à partir de l'USS Harry S. Truman au large de Marseille.

### Libye
De mars 2011 à août 2011 ils opèrent avec les Rafale et les Super Étendard du GAN basés sur le Porte-avions nucléaire Charles de Gaulle lors de l'opération Harmattan.

### Développement lié
- Grumman E-1 Tracer
- Grumman C-2 Greyhound

### Aéronefs comparables
- Fairey Gannet
- Yakovlev Yak-44 (en)

### Autres appareils de typeAWACS
- Boeing E-767
- E-3 Sentry
- Boeing 737 AEW&C
- Beriev A-50 Mainstay
- Saab 340 Erieye
- Saab 2000 Erieye
- Embraer R-99A
- Shaanxi KJ-200